# SHADY DOLLS (アルバム)
『SHADY DOLLS』（シェイディ・ドールズ）は、SHADY DOLLSの7枚目のアルバム。

## 内容
前作に続き、佐藤宣彦がプロデュース、共同編曲を担当した。バンドとしてのオリコンチャート100位以内にランクインされたのは本作で最後となった。「極楽トンボ」はかつて、プロデュースを担当した月光恵亮が作曲を担当した「色あせていくCHINA GIRL」以来の非自作曲。

## 収録曲
全曲　編曲：佐藤宣彦・SHADY DOLLS
1. G.B.TIME 
作詞・作曲：大矢侑史
2. Get up Stand up
作詞：大矢侑史　作曲：青木卓也
3. 回転扉  
作詞：大矢侑史　作曲：高木克
4. 堕ちてしまえ
作詞・作曲：大矢侑史
5. 風向き  
作詞：大矢侑史　作曲：高木克・川村ケン・佐藤宣彦
6. 遠い空の下なら
作詞：大矢侑史　作曲：川村ケン
7. 極楽トンボ 
作詞：大矢侑史　作曲：佐藤宣彦[2]
8. ハー,ヒー,フー,ヘー,ホー 
作詞：大矢侑史　作曲：高木克
9. MIDNIGHT SHUFFLE
作詞：大矢侑史　作曲：川村ケン・佐藤宣彦
10. BLUE
作詞：大矢侑史・さとうみかこ　作曲：川村ケン
11. 彼方へ 
作詞：大矢侑史　作曲：高木克・川村ケン・佐藤宣彦